# K'inich K'an Joy Chitam II
K'inich K'an Joy Chitam II, conosciuto anche come Kan Xul II (Palenque, 31 ottobre 644 – Palenque, 711/721), è stato lo sfortunato successore e fratello di K'inich Kan B'ahlam II.
Entrò nella storia per la sconfitta infertagli da Toniná.

## Ascesa al trono e regno
K'inich K'an Joy Chitam II divenne re nel 702. Egli, come suo fratello K'inich Kan B'ahlam II, volle lasciare un segno artistico del suo regno. Uno dei suoi progetti principali fu la galleria che univa la Casa A alla Casa D del Palazzo di Palenque, al cui interno collocò il famoso "Pannello del Palazzo". Questo monumento elenca gli eventi fondamentali della vita di suo padre, il re K'inich Janaab' Pakal, di suo fratello, K'inich Kan B'ahlam II, ed anche della sua propria gioventù e del suo regno. Proprio questo pannello contiene nell'ultima parte del testo un riferimento ad un "essere" che ha creato non pochi problemi alla dottrina. Sappiamo infatti che Palenque fu sconfitta e saccheggiata nel 711 d.C. dalla rivale Toniná. Il testo narra di eventi coinvolgenti "l'essere" nel 720 d.C. Per anni la spiegazione fu chiara: "l'essere" era un nuovo re (poi mai più menzionato) che regnò ad interim a Palenque. Recenti studi hanno però accertato che il nome dell'entità nata e ascesa al trono non è di un umano ma di una benda bianca simbolo del potere reale. Sembrerebbe insomma che K'inich K'an Joy Chitam II continuò a regnare sotto il controllo di Toniná per altri dieci anni con una nuova benda bianca.